# شحر (المهرة)

تعديل مصدري - تعديل

شحر هي إحدى قرى عزلة حبروت بمديرية شحن التابعة لمحافظة المهرة، بلغ تعداد سكانها 7 نسمة حسب تعداد اليمن لعام 2004.